# مارجوري فولتون
مارجوري فولتون (بالإنجليزية: Marjorie Fulton)‏ هي معلمة موسيقى وعازفة كمان أمريكية، ولدت في 28 ديسمبر 1909 في أوكلاهوما سيتي في الولايات المتحدة، وتوفيت في 3 نوفمبر 1962 في دالاس في الولايات المتحدة.